# قالماقکول
قالماقکول (قزاقی: Қалмақкөл) یک دریاچه در استان قزاقستان شمالی کشور قزاقستان است.